# Tranzyt Merkurego

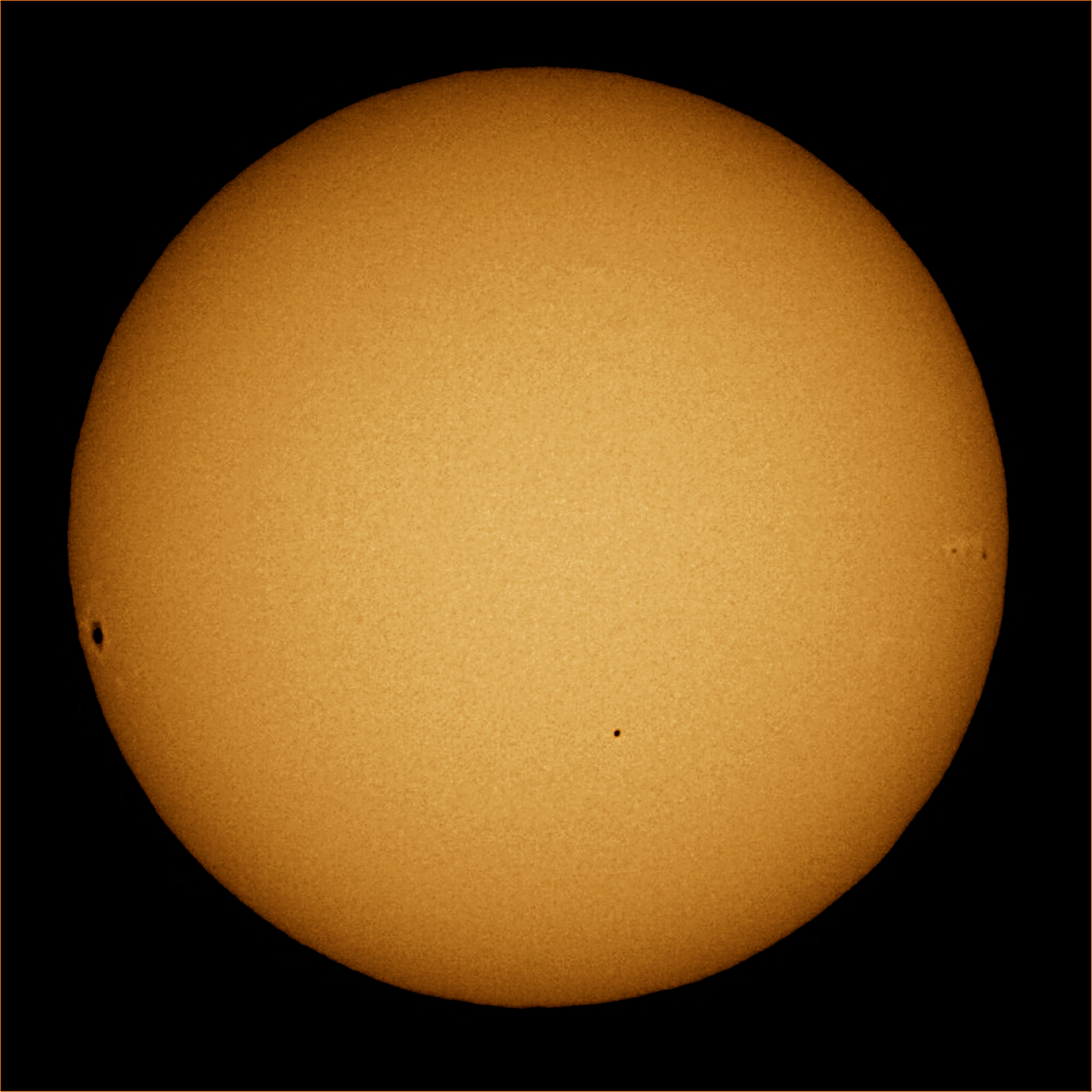
Tranzyt Merkurego, 8 listopada 2006 (blisko środka tarczy słonecznej)

Przejście Merkurego na tle tarczy Słońca, tranzyt Merkurego – zjawisko astronomiczne zachodzące wtedy, kiedy planeta Merkury znajduje się między Ziemią i Słońcem i jest widoczna na tle tarczy słonecznej. Obserwacje tranzytu umożliwiają wyznaczenie średnicy kątowej planety oraz określenie jej dokładnych współrzędnych na niebie. Tranzyty Merkurego są znacznie częstsze niż tranzyty Wenus – zdarzają się średnio trzynaście razy w ciągu stulecia. Mogą mieć miejsce około 8  maja (w odstępach 7, 13 lub 33 lat) i około 10 listopada (w odstępach 13 lub 33 lat). W maju Merkury jest bliski swojego aphelium i ma rozmiar kątowy 12". W listopadzie jest bliski peryhelium, a jego rozmiar kątowy to 10". Ostatnie trzy tranzyty nastąpiły w latach 2006, 2016 i 2019, następny nastąpi 13 listopada 2032.
Czasami podczas tranzytu tarcza słoneczna bywa jedynie "muśnięta" przez Merkurego. Oznacza to, że w niektórych miejscach na kuli ziemskiej widać pełny tranzyt, a na innych tylko częściowy (bez drugiego i trzeciego kontaktu). Ostatni taki tranzyt miał miejsce 15 listopada 1999. Poprzedni – 28 października 743. Następny nastąpi 11 maja 2391. Zdarza się też, że z niektórych miejsc na Ziemi widać częściowy tranzyt, a z innych nie widać go w ogóle. Ostatni taki miał miejsce 11 maja 1937, poprzedni 21 października 1342, a kolejny nastąpi 13 maja 2608.
Pierwszym obserwatorem przejścia Merkurego przed tarczą Słońca był francuski astronom Pierre Gassendi, który prześledził przebieg zjawiska w 1631. W Polsce po raz pierwszy dokonał podobnej obserwacji i dokładnie ją opisał Jan Heweliusz w 1661. Obserwacja ta była trzecią w historii astronomii.
Podczas przejścia  można zaobserwować różne zjawiska optyczne, a do najciekawszych należy tzw. czarna kropla.

## Tranzyt Merkurego w XXI wieku
Daty zjawiska oraz widoczność w Polsce:
- 2003  V  7 – cały
- 2006 XI  8 – niewidoczny
- 2016  V  9 – cały (w większości kraju poza końcem zjawiska)
- 2019 XI 11 – początek
- 2032 XI 13 – cały
- 2039 XI  7 – cały
- 2049  V  7 – cały
- 2052 XI  9 – niewidoczny
- 2062  V 10 – początek
- 2065 XI 11 – niewidoczny
- 2078 XI 14 – początek
- 2085 XI  7 – częściowo
- 2095  V 8/9 – początek
- 2098 XI 10 – częściowo

## Inne zjawiska związane z tranzytem
Zjawiska jednoczesnego tranzytu Merkurego i Wenus są bardzo rzadkie. Najbliższe będzie miało miejsce 26 czerwca 69163. Ostatnie miało miejsce 373 173 lat p.n.e. Bardzo podobne zdarzenie nastąpi 13 września 13425 – oba tranzyty nastąpią w odstępie 16 godzin.
Zaćmienie Słońca i jednoczesny tranzyt Merkurego to również rzadkie zjawisko. Najbliższe będzie można zaobserwować 5 lipca 6757 z terenów południowego Pacyfiku, zjawisko będzie widoczne także w Nowej Zelandii.